# Кубок Испании по футболу 1906
Кубок Испании 1906 — 4-й розыгрыш Кубка Испании по футболу, проводимый Королевской федерацией футбола Испании. Турнир проходил 9-11 апреля 1906 года, победителем стал ФК «Мадрид».
В турнире участвовало 3 команды, ФК «Мадрид», «Рекреативо» из Куэлва и «Атлетик» из Бильбао. Победитель чемпионата Каталонии Спортинг отказался по экономическим причинам.

## Матчи в группе
| ФК Мадрид | 3–0 | Рекреативо |
| --------- | --- | ---------- |
|           |     |            |

| ФК Мадрид                   | 4–1 | Атлетик Бильбао |
| --------------------------- | --- | --------------- |
| Мануэль Праст Педро Парахес |     | Урибо           |

| Атлетик Бильбао | 2–1 | Рекреативо |
| --------------- | --- | ---------- |
|                 |     |            |

| Команда         | Игр | В | Н | П | ЗГ | ПГ | О |
| --------------- | --- | - | - | - | -- | -- | - |
| ФК Мадрид       | 2   | 2 | 0 | 7 | 1  | 4  | 4 |
| Атлетик Бильбао | 2   | 1 | 0 | 1 | 3  | 5  | 2 |
| Рекреативо      | 2   | 0 | 0 | 2 | 1  | 5  | 0 |

| Победитель          |
| ------------------- |
| ФК Мадрид 2-й титул |